# Hans von Mieg
Hans Mieg, seit 1916 Ritter von Mieg (* 25. Mai 1865 in Würzburg; † 16. März 1945 ebenda) war ein deutscher Generalmajor.

## Leben

### Familie
Er war der Sohn des bayerischen Majors der Artillerie Malcolm Mieg und dessen Ehefrau Elise, geborene Thaler. Er stammte aus einer weitverzweigten, ursprünglich aus Straßburg stammenden Familie Mieg. 1899 heiratete Mieg in seiner Heimatstadt Würzburg Elisabeth Seißer. Sie war die Schwester des späteren Chefs der bayerischen Landespolizei Hans von Seißer (1874–1973). Die Ehe blieb kinderlos.

### Militärkarriere
Nach Absolvierung des Kadettenkorps in München trat Mieg am 2. August 1884 als Portepeefähnrich in das 9. Infanterie-Regiment „Wrede“ der Bayerischen Armee in Würzburg ein. Als solcher besuchte er die Kriegsschule in München und wurde im Anschluss daran am 8. April 1886 zum Sekondeleutnant befördert. Bis März 1901 avancierte Mieg zum Hauptmann sowie Chef der 4. Kompanie und rückte mit der Beförderung zum Major am 28. Oktober 1909 in den Regimentsstab auf. Daran schloss sich am 25. Mai 1911 seine Versetzung nach Passau in das 16. Infanterie-Regiment „Großherzog Ferdinand von Toskana“ an. Dort fungierte Mieg als Kommandeur des III. Bataillons und wurde in dieser Stellung am 7. Januar 1914 zum Oberstleutnant befördert.
Zu Beginn des Ersten Weltkriegs nahm Mieg mit seinem Bataillon nach der Mobilmachung zunächst an der Schlacht in Lothringen teil. Dann wurde er am 18. September 1914 mit der Führung des 10. Infanterie-Regiments „König Ludwig“ beauftragt und am 27. Oktober 1914 zum Kommandeur ernannt. Sein Verband kam in der Folgezeit an der Westfront zum Einsatz und lag 1915 hauptsächlich im Stellungskrieg im Ailly-Wald. Am 19. Mai 1916 wurde Mieg zum Oberst befördert. In der Schlacht um Verdun gelang seinem Regiment im Monat darauf die Einnahme des Zwischenwerks Thiaumont, dass Mieg trotz eigener schwerer Verluste in den folgenden Tagen gegen französische Rückeroberungsversuche halten konnte. Für diese Leistung wurde er am 23. Juni 1916 durch König Ludwig III. mit dem Ritterkreuz des Militär-Max-Joseph-Ordens beliehen. Mit der Verleihung war die Erhebung in den persönlichen Adelsstand verbunden und er durfte sich nach der Eintragung in die Adelsmatrikel Ritter von Mieg nennen.
1917 nahm sein Regiment an den Stellungskämpfen in französisch Flandern sowie den Schlachten bei Arras und in Flandern teil. Während der deutschen Frühjahresoffensive wurde Mieg schwer verwundet und daraufhin von seinem Kommando als Regimentskommandeur entbunden. Nach seiner Gesundung ernannte man ihn am 25. September 1918 zum Kommandeur der 1. Ersatz-Infanterie-Brigade, die in den Vogesen lag.
Nach dem  Waffenstillstand von Compiègne führte Mieg seine Truppen in die Heimat zurück, wo er nach der Demobilisierung am 17. Dezember 1918 das Kommando über das  16. Infanterie-Regiment „Großherzog Ferdinand von Toskana“ erhielt. Aus Teilen dieses Regiments bildete sich nach der Demobilisierung das Freikorps „Passau“, mit dem Mieg sich an der Niederschlagung der Räteherrschaft in Rosenheim beteiligte. Am 10. Mai 1919 wurde er in die Vorläufige Reichswehr übernommen, zunächst zum Kommandanten von Mühldorf am Inn sowie wenige Tage später zum Kommandeur der Reichswehr-Brigade 21 ernannt. Von diesem Posten wurde Mieg jedoch bald darauf entbunden, da er beim Vormarsch auf München Verhandlungsversuche mit der Führung der Roten Armee befürwortet hatte, die seine Soldaten und Wehrverbandsleuten ablehnten.
Er wurde daraufhin am 10. Juli 1919 mit der gesetzlichen Pension und der Berechtigung zum Tragen der Uniform des 10. Infanterie-Regiments „König Ludwig“ aus dem Militärdienst verabschiedet. Am 11. August 1919 erhielt Mieg noch den Charakter als Generalmajor.
Nach seiner Verabschiedung betätigte sich Mieg u. a. als Kreisleiter von Unterfranken im Bund Bayer und Reich sowie anschließend im Stahlhelm, Bund der Frontsoldaten.
Er kam gemeinsam mit seiner Frau während des Zweiten Weltkriegs bei einem englischen Bombenangriff auf Würzburg am 16. März 1945 ums Leben.